# 佩阿 (马恩省)
佩阿（法語：Péas）是法国马恩省的一个市镇，属于埃佩尔奈区（Épernay）塞扎讷县（Sézanne）。该市镇总面积7.69平方公里，2009年时的人口为67人。

## 人口
佩阿人口变化图示